# Descarboxilação de Krapcho
A descarboxilação de Krapcho é uma reação química de ésteres com ânions haletos. Para a sua ocorrência, o éster deve conter um grupo retirador de elétrons na posição beta, como β‑cetoésteres, ésteres malônicos, α‑cianoésteres ou α‑sulfonilésteres, e ela funciona melhor com ésteres metílicos, uma vez que os grupos metila são mais suscetíveis a reações SN2 do que substituintes mais volumosos como os grupos etila ou propila. Os subprodutos dessa descarbometoxilação são haletos de metila e CO2, e podem ser retirados como gases, o que favorece o procedimento de obtenção do produto desejado.
A descarboxilação de Krapcho é uma maneira útil de manipular ésteres malônicos porque cliva apenas um dos dois grupos éster. A alternativa aparente, hidrólise básica seguida de descarboxilação, requer uma etapa subsequente para regenerar o éster.